# Eloria orosi
Eloria orosi är en fjärilsart som beskrevs av Collenette 1950. Eloria orosi ingår i släktet Eloria och familjen tofsspinnare. Inga underarter finns listade i Catalogue of Life.